# Canaphit
Das Mineral Canaphit ist ein sehr seltenes, wasserhaltiges Diphosphat mit der chemischen Zusammensetzung CaNa2P2O7·4H2O. Es kristallisiert mit monokliner Symmetrie und bildet farblose, nadelige Kristalle von wenigen mm Länge.
Canaphit ist nur von einigen wenigen Fundorten weltweit bekannt. Typlokalität ist ein Basaltsteinbruch der Firma Great Notch im Little Falls Township, New Jersey, USA. Gebildet wird Canaphit bei sehr niedrigen Temperaturen in Gegenwart einer Calcium- und Natrium-haltigen, wässrigen Lösung.

## Etymologie und Geschichte
Gegen Ende der 1970er Jahre untersuchte eine Arbeitsgruppe am Mount Sinai Hospital in Toronto, Kanada, die Calcium-Phosphatablagerungen, die für die Symptome der Pseudogicht verantwortlich sind, eine rheumatische Erkrankung, die vorwiegend größere Gelenke wie das Knie befällt. Sie synthetisierten auch Calcium-Dinatrium-Diphosphat-Tetrahydrat in drei Modifikationen und klärten die Struktur dieser Diphosphate auf.
Unter den zahlreichen, natürlich vorkommenden Phosphaten war zu dieser Zeit kein einziges Polyphosphat bekannt und man war der Überzeugung, dass sich Polyphosphate unter geologisch relevanten Bedingungen nicht bilden können. 1983 präzisierte K. Byrappa diese sehr allgemeine Regel experimentell mit dem Ergebnis, dass kondensierte Phosphate nur bis zu einem Wasserdruck von ≈ 6 bar stabil sind.
Auf einem Handstück aus der Sammlung des 1977 verstorbenen Leo Neal Yedlin entdeckten Donald R. Peacor und Mitarbeiter ein natürliches Calcium-Natrium-Phosphat, das sie zunächst als einfaches Phosphat mit der Formel CaNa2H2(PO4)2·3H2O beschrieben. Sie benannten Canaphit nach seiner Zusammensetzung aus Calcium, Natrium und Phosphor. 1983 wurde es mit der Nummer IMA 1983-067 von der International Mineralogical Association (IMA) als neues Mineral anerkannt. Die Publikation zog sich noch 2 Jahre hin. Der Fundort war nicht genau bekannt und es bestanden Zweifel am natürlichen Ursprung des Minerals. Es dauerte dann noch weitere 3 Jahre, bis mit Hilfe des Sammlers Sidney Sterris, der die Proben bereits 1966 gesammelt hatte, diese Zweifel ausgeräumt werden konnten. Eine Strukturuntersuchung von Roland C. Rouse und Mitarbeitern ergab, dass Canaphit strukturell identisch ist mit dem synthetischen α-Calcium-Dinatrium-Diphosphat-Tetrahydrat, das am Mount Sinai Hospital in Toronto untersucht worden war.
Canaphit ist das erste Mineral mit einem Pyrophosphat-Anion. Seither (Februar 2020) wurden nur 3 weitere Polyphosphat-Minerale durch die IMA anerkannt: Wooldridgeit, Kanonerovit und Hylbrownit.

## Klassifikation
Da der Canaphit erst 1983 als eigenständiges Mineral anerkannt wurde, ist er in der seit 1977 veralteten 8. Auflage der Mineralsystematik nach Strunz noch nicht verzeichnet. Einzig im Lapis-Mineralienverzeichnis nach Stefan Weiß, das sich aus Rücksicht auf private Sammler und institutionelle Sammlungen noch nach dieser alten Form der Systematik von Karl Hugo Strunz richtet, erhielt das Mineral die System- und Mineral-Nr. VII/C.35-10. In der „Lapis-Systematik“ entspricht dies der Klasse der „Phosphate, Arsenate und Vanadate“ und dort der Abteilung „Wasserhaltige Phosphate, ohne fremde Anionen“, wo Canaphit zusammen mit Wooldridgeit die Gruppe „Wasserhaltige Diphosphate [P2O7]4−“ bildet (Stand 2018).
Die seit 2001 gültige und von der International Mineralogical Association (IMA) bis 2009 aktualisierte 9. Auflage der Strunz’schen Mineralsystematik ordnet den Canaphit dagegen in die Abteilung „Polyphosphate, Polyarsenate, [4]-Polyvanadate“, ein. Diese ist weiter unterteilt nach OH- und H2O-Gehalten, so dass das Mineral entsprechend seiner Zusammensetzung in der Unterabteilung „Diphosphate usw. mit ausschließlich H2O“ zu finden ist, wo es als einziges Mitglied die unbenannte Gruppe 8.FC.10 bildet.
Auch die vorwiegend im englischen Sprachraum gebräuchliche Systematik der Minerale nach Dana ordnet den Canaphit in die Klasse der „Phosphate, Arsenate und Vanadate“ und dort in die Abteilung der „Wasserhaltige Phosphate etc.“ ein. Hier ist er als einziges Mitglied in der unbenannten Gruppe 40.05.11 innerhalb der Unterabteilung „Wasserhaltige Phosphate etc., mit verschiedenen Formeln“ zu finden.

## Kristallstruktur

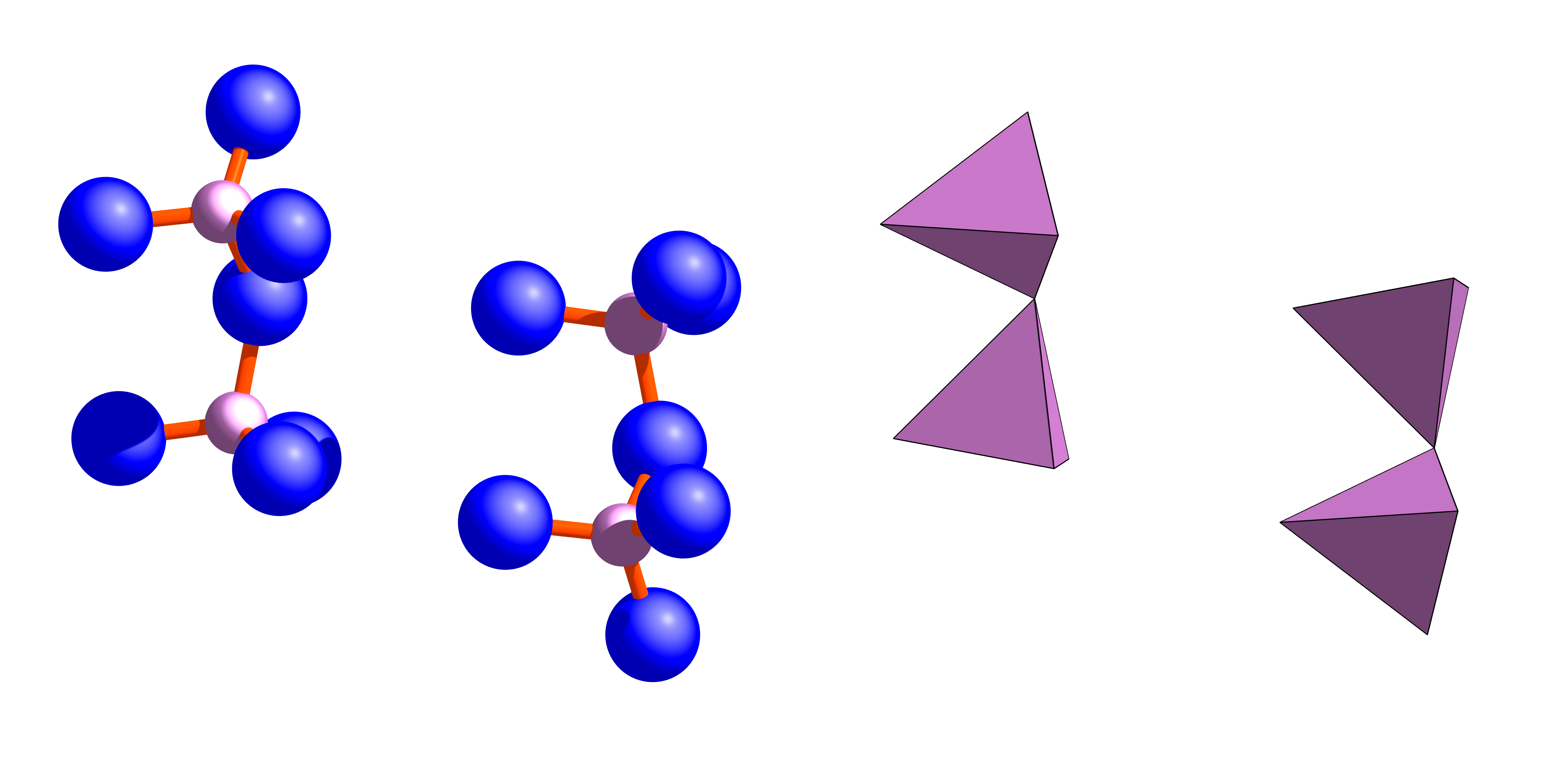
Canaphit Struktur: Biphosphat-Anion, Blick entlang der a-Achse. Links: Atome, Phosphor(violett), Sauerstoff (blau) Rechts: Koordinationspolyeder

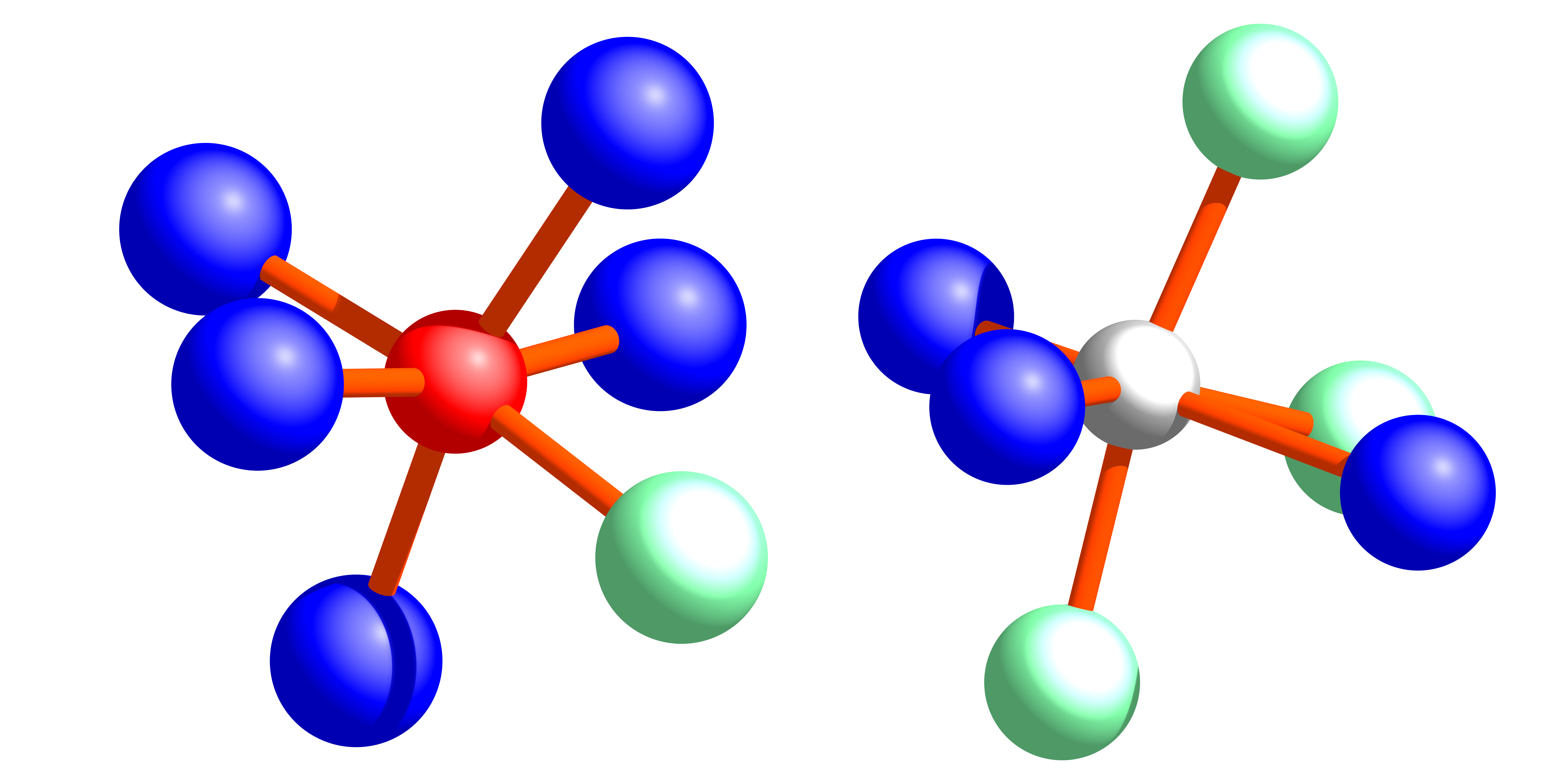
Canaphit Struktur: Ca- und Na-Umgebung, Blick entlang der b-Achse. Links: Calcium (rot) umgeben von Sauerstoff (blau) und Wasser (türkis) Rechts: Natrium (grau) umgeben von Sauerstoff (blau) und Wasser (türkis)

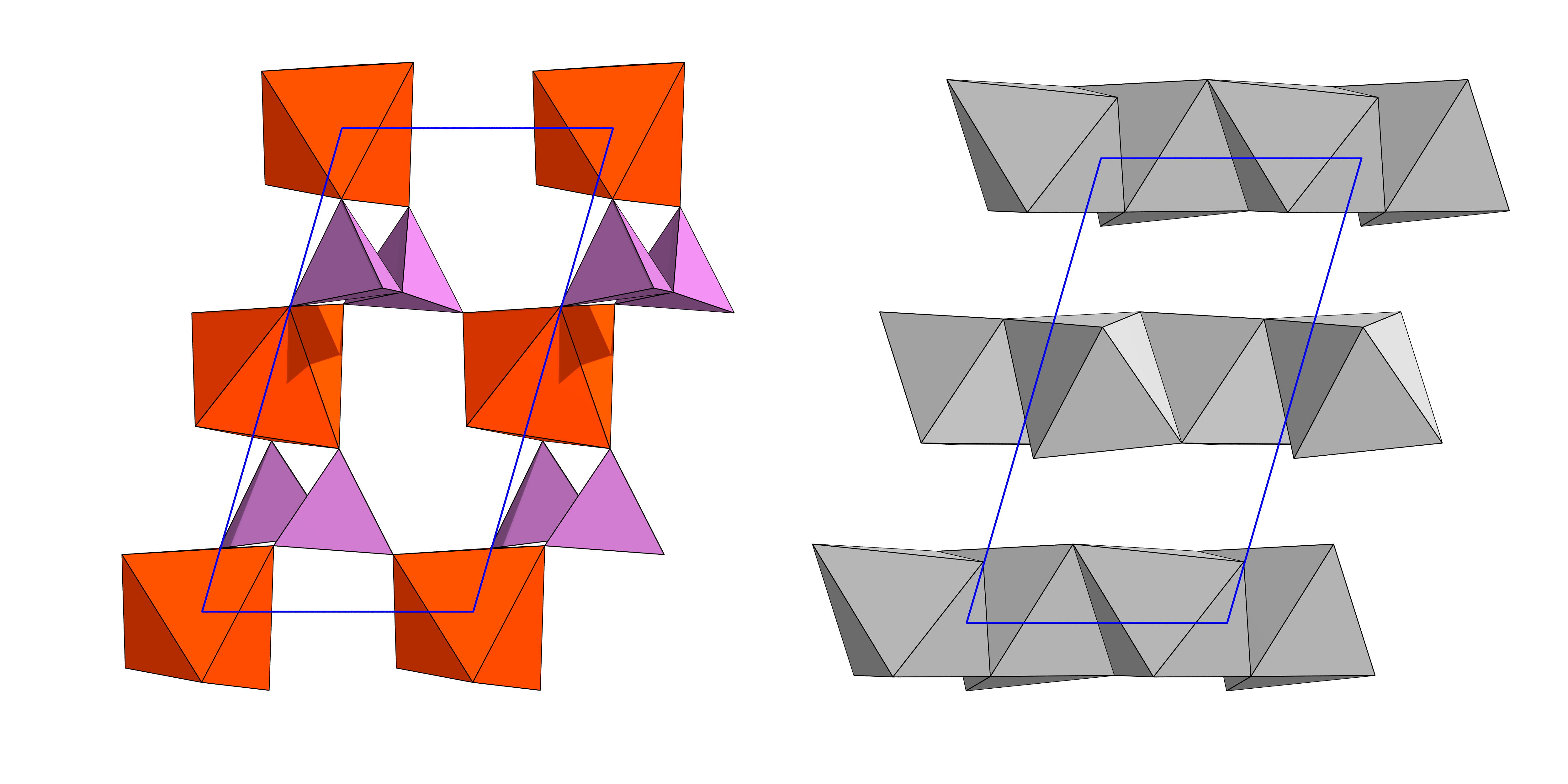
Canaphit Struktur: Verknüpfung der Koordinationspolyeder, Blick entlang der b-Achse. Links: Schicht eckenverknüpfter Phosphat-Tetraeder (violett) und Calcium-Oktaeder (orange) Rechts: Ketten kantenverknüpfter Natrium-Oktaeder

Canaphit kristallisiert mit monokliner Symmetrie der Raumgruppe Pc (Raumgruppen-Nr. 7) und 2 Formeleinheiten pro Elementarzelle. Der natürliche Canaphit aus der Typlokalität hat die Gitterparameter a = 5,673(4) Å, b = 8,48(1) Å, c = 10,529(5) Å und β = 106,13(6)°.
Phosphor (P5+) besetzt zwei tetraedrisch von 4 Sauerstoffionen umgebene Positionen. Die zwei Tetraeder sind über ein gemeinsames Sauerstoffion an einer Ecke zu einer P2O7-Gruppe verbunden.
Calcium (Ca2+) ist oktaedrisch von fünf Sauerstoffen und einem Wassermolekül umgeben, Natrium (Na+) ebenfalls oktaedrisch von 3 Sauerstoffen und 3 Wassermolekülen.
Die P2O7-Gruppen sind über die Ca-Oktaeder über Ecken – gemeinsame Sauerstoffe – zu Ketten entlang der c-Achse verknüpft. Diese Ketten sind über eine weitere Tetraeder-Oktaeder-Ecke in a-Richtung zu einer Calciumphosphat-Schicht verbunden.
Die Na-Oktaeder sind über gemeinsame Kanten zu Ketten entlang der a-Achse verknüpft. Diese Ketten verbinden die Calciumphosphat-Schichten in Richtung der b-Achse.

## Bildung und Fundorte
Canaphit kristallisiert bei niedrigen Temperaturen aus wässrigen Lösungen, die neben Alkali- und Erdalkali-Ionen keine weiteren Metallionen enthalten.
In seiner Typlokalität, dem Basaltsteinbruch der Firma Great Notch im Little Falls Township, New Jersey, USA, findet sich Canaphit in Hohlräumen auf Stilbit und ist dort das zuletzt kristallisierte Mineral.
Ein weiteres Vorkommen sind Kalksteine und Dolomite aus der Region um Moskau. Nach dem Auflösen des Kalks mit Essigsäure wurde in den unlöslichen Rückständen Canaphit zusammen mit Quarz, Chalcedon, Sanidin, Zirkon, Apatit, Pyrit, Goethit und Manganoxiden gefunden. Es wird angenommen, dass sich Canaphit hier während der Diagenese der Kalke gebildet hat.